# St. Petersburg Open 2002 - Qualificazioni singolare
Le qualificazioni del singolare  dello  St. Petersburg Open 2002 sono state un torneo di tennis preliminare per accedere alla fase finale della manifestazione. I vincitori dell'ultimo turno sono entrati di diritto nel tabellone principale. In caso di ritiro di uno o più giocatori aventi diritto a questi sono subentrati i lucky loser, ossia i giocatori che hanno perso nell'ultimo turno ma che avevano una classifica più alta rispetto agli altri partecipanti che avevano comunque perso nel turno finale.
Le qualificazioni del torneo St. Petersburg Open 2002 prevedevano 32 partecipanti di cui 4 sono entrati nel tabellone principale.

## Teste di serie
1. Irakli Labadze (Qualificato)
2. Julian Knowle (secondo turno)
3. Michael Kohlmann (ultimo turno)
4. Ota Fukárek (primo turno)

1. Cyril Saulnier (Qualificato)
2. Vasilīs Mazarakīs (primo turno)
3. Denis Golovanov (secondo turno)
4. Tuomas Ketola (Qualificato)

## Qualificati
1. Irakli Labadze
2. Tuomas Ketola

1. Cyril Saulnier
2. Alexander Shvets

## Tabellone

### Legenda
| - Q = Qualificato - WC = Wild card - LL = Lucky loser | - ALT = Alternate - SE = Special Exempt - PR = Protected Ranking | - w/o = Walkover - r = Ritirato - d = Squalificato |

### Sezione 1
|  | Primo turno      | Primo turno      | Primo turno      | Primo turno | Primo turno |  |  | Secondo turno | Secondo turno    | Secondo turno | Secondo turno    | Secondo turno |   |   | Ultimo turno | Ultimo turno   | Ultimo turno | Ultimo turno | Ultimo turno |  |
|  |                  |                  |                  |             |             |  |  |               |                  |               |                  |               |   |   |              |                |              |              |              |  |
|  | 1                | Irakli Labadze   | Irakli Labadze   | 6           | 6           |  |  |               |                  |               |                  |               |   |   |              |                |              |              |              |  |
|  |                  | Dmitrij Sitak    | Dmitrij Sitak    | 2           | 0           |  |  | 1             | Irakli Labadze   | 3             | 7                | 7             |   |   |              |                |              |              |              |  |
|  | Gilles Müller    | Gilles Müller    | 5                | 7           | 6           |  |  |               | Gilles Müller    | 6             | 5                | 65            |   |   |              |                |              |              |              |  |
|  | Nenad Zimonjić   | Nenad Zimonjić   | 7                | 68          | 2           |  |  |               |                  |               |                  |               |   |   | 1            | Irakli Labadze | 6            | 2            | 6            |  |
|  | Janko Tipsarević | Janko Tipsarević | Janko Tipsarević | 6           | 7           |  |  |               |                  |               | Janko Tipsarević | 2             | 6 | 4 |              |                |              |              |              |  |
|  | Sergej Krotjuk   | Sergej Krotjuk   | Sergej Krotjuk   | 0           | 5           |  |  |               | Janko Tipsarević | 6             | 0                | 6             |   |   |              |                |              |              |              |  |
|  | 7                | Denis Golovanov  | 6                | 3           | 6           |  |  | 7             | Denis Golovanov  | 3             | 6                | 2             |   |   |              |                |              |              |              |  |
|  |                  | Ladislav Švarc   | 2                | 6           | 2           |  |  |               |                  |               |                  |               |   |   |              |                |              |              |              |  |

### Sezione 2
|  | Primo turno             | Primo turno             | Primo turno             | Primo turno | Primo turno |  |  | Secondo turno | Secondo turno           | Secondo turno   | Secondo turno | Secondo turno |   |   | Ultimo turno | Ultimo turno            | Ultimo turno | Ultimo turno | Ultimo turno |  |
|  |                         |                         |                         |             |             |  |  |               |                         |                 |               |               |   |   |              |                         |              |              |              |  |
|  | 2                       | Julian Knowle           | Julian Knowle           | 6           | 6           |  |  |               |                         |                 |               |               |   |   |              |                         |              |              |              |  |
|  |                         | Pavel Ivanov            | Pavel Ivanov            | 4           | 4           |  |  | 2             | Julian Knowle           | 5               | 6             | 5             |   |   |              |                         |              |              |              |  |
|  | Kirill Ivanov-Smolensky | Kirill Ivanov-Smolensky | Kirill Ivanov-Smolensky | 6           | 6           |  |  |               | Kirill Ivanov-Smolensky | 7               | 2             | 7             |   |   |              |                         |              |              |              |  |
|  | Igor' Andreev           | Igor' Andreev           | Igor' Andreev           | 2           | 4           |  |  |               |                         |                 |               |               |   |   |              | Kirill Ivanov-Smolensky | 6            | 3            | 2            |  |
|  | Evgenij Smirnov         | Evgenij Smirnov         | 7                       | 5           | 6           |  |  |               |                         | 8               | Tuomas Ketola | 4             | 6 | 6 |              |                         |              |              |              |  |
|  | Andrej Čerkasov         | Andrej Čerkasov         | 65                      | 7           | 4           |  |  |               | Evgenij Smirnov         | Evgenij Smirnov | 1             | 62            |   |   |              |                         |              |              |              |  |
|  | 8                       | Tuomas Ketola           | 2                       | 6           | 7           |  |  | 8             | Tuomas Ketola           | Tuomas Ketola   | 6             | 7             |   |   |              |                         |              |              |              |  |
|  |                         | Dmitri Vlasov           | 6                       | 4           | 6(0)        |  |  |               |                         |                 |               |               |   |   |              |                         |              |              |              |  |

### Sezione 3
|  | Primo turno        | Primo turno        | Primo turno      | Primo turno | Primo turno |  |  | Secondo turno | Secondo turno      | Secondo turno      | Secondo turno  | Secondo turno  |   |   | Ultimo turno | Ultimo turno     | Ultimo turno     | Ultimo turno | Ultimo turno |  |
|  |                    |                    |                  |             |             |  |  |               |                    |                    |                |                |   |   |              |                  |                  |              |              |  |
|  | 3                  | Michael Kohlmann   | Michael Kohlmann | 7           | 7           |  |  |               |                    |                    |                |                |   |   |              |                  |                  |              |              |  |
|  |                    | Jan Hernych        | Jan Hernych      | 5           | 65          |  |  | 3             | Michael Kohlmann   | Michael Kohlmann   | 6              | 6              |   |   |              |                  |                  |              |              |  |
|  | Răzvan Sabău       | Răzvan Sabău       | 4                | 7           | 7           |  |  |               | Răzvan Sabău       | Răzvan Sabău       | 3              | 3              |   |   |              |                  |                  |              |              |  |
|  | Vadim Davletšin    | Vadim Davletšin    | 6                | 5           | 5           |  |  |               |                    |                    |                |                |   |   | 3            | Michael Kohlmann | Michael Kohlmann | 3            | 5            |  |
|  | Tejmuraz Gabašvili | Tejmuraz Gabašvili | 6                | 3           | 6           |  |  |               |                    | 5                  | Cyril Saulnier | Cyril Saulnier | 6 | 7 |              |                  |                  |              |              |  |
|  | Vladimir Mel'nikov | Vladimir Mel'nikov | 3                | 6           | 2           |  |  |               | Tejmuraz Gabašvili | Tejmuraz Gabašvili | 2              | 2              |   |   |              |                  |                  |              |              |  |
|  | 5                  | Cyril Saulnier     | 4                | 7           | 6           |  |  | 5             | Cyril Saulnier     | Cyril Saulnier     | 6              | 6              |   |   |              |                  |                  |              |              |  |
|  |                    | Petr Luxa          | 6                | 5           | 1           |  |  |               |                    |                    |                |                |   |   |              |                  |                  |              |              |  |

### Sezione 4
|  | Primo turno      | Primo turno       | Primo turno       | Primo turno | Primo turno |  |  | Secondo turno    | Secondo turno    | Secondo turno | Secondo turno | Secondo turno |   |   | Ultimo turno     | Ultimo turno     | Ultimo turno | Ultimo turno | Ultimo turno |  |
|  |                  |                   |                   |             |             |  |  |                  |                  |               |               |               |   |   |                  |                  |              |              |              |  |
|  |                  | Viktor Bruthans   | Viktor Bruthans   | 7           | 6           |  |  |                  |                  |               |               |               |   |   |                  |                  |              |              |              |  |
|  | 4                | Ota Fukárek       | Ota Fukárek       | 63          | 3           |  |  | Viktor Bruthans  | Viktor Bruthans  | 6             | 4             | 4             |   |   |                  |                  |              |              |              |  |
|  | Alexander Shvets | Alexander Shvets  | Alexander Shvets  | 6           | 6           |  |  | Alexander Shvets | Alexander Shvets | 3             | 6             | 6             |   |   |                  |                  |              |              |              |  |
|  | Nikolay Mishin   | Nikolay Mishin    | Nikolay Mishin    | 2           | 4           |  |  |                  |                  |               |               |               |   |   | Alexander Shvets | Alexander Shvets | 4            | 6            | 6            |  |
|  | Leoš Friedl      | Leoš Friedl       | Leoš Friedl       | 6           | 6           |  |  |                  |                  | Leoš Friedl   | Leoš Friedl   | 6             | 3 | 1 |                  |                  |              |              |              |  |
|  | Ivan Syrov       | Ivan Syrov        | Ivan Syrov        | 0           | 1           |  |  | Leoš Friedl      | Leoš Friedl      | 6             | 1             | 6             |   |   |                  |                  |              |              |              |  |
|  |                  | František Čermák  | František Čermák  | 6           | 6           |  |  | František Čermák | František Čermák | 3             | 6             | 3             |   |   |                  |                  |              |              |              |  |
|  | 6                | Vasilīs Mazarakīs | Vasilīs Mazarakīs | 4           | 3           |  |  |                  |                  |               |               |               |   |   |                  |                  |              |              |              |  |